# Aeródromo de San Fernando (Salamanca)
El aeródromo o campo de vuelo de San Fernando fue un aeródromo de carácter militar que existió en la provincia de Salamanca. Fue creado por el bando sublevado durante la Guerra Civil Española y su periodo de utilización quedó restringido a la duración del conflicto, siendo abandonado una vez finalizó el mismo.

## Localización
El campo de vuelo se ubicaba en el paraje denominado “Campo del Hospicio”, junto al caserío del mismo nombre, en el interior la finca denominada “San Fernando”, situada en la zona Noroeste del término municipal de Matilla de los Caños del Río, junto al núcleo de Robliza de Cojos a corta distancia al Sur de la carretera de Salamanca a Ciudad Rodrigo (actual Carretera N-620).

Las coordenadas geográficas aproximadas al centro de los terrenos que ocupó son las siguientes:

| Aeródromo de San Fernando Coordenadas geográficas de localización (datum ETRS89) |                     |
| UTM, huso 29 N                                                                   | Coordenadas polares |
| X: 752118 m                                                                      | 40º 50’ 58,51’’ N   |
| Y: 4526366 m                                                                     | 6º 0' 33,14’’ W     |
| Altura sobre el nivel del mar:                                                   | 816 m               |

## Instalaciones y accesos

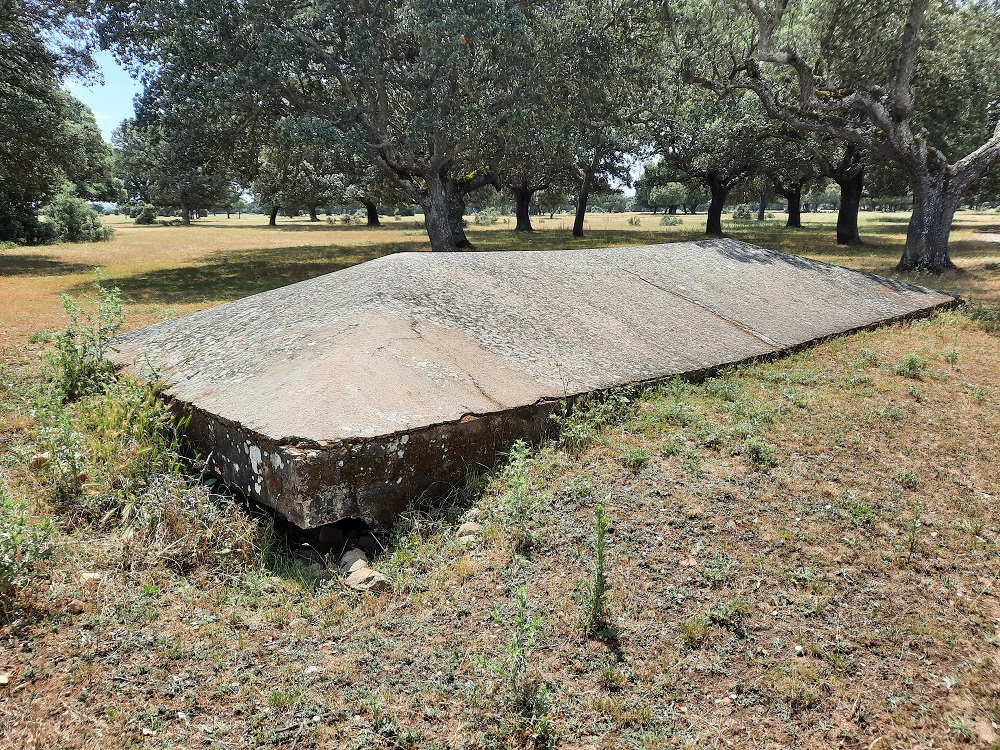
El refugio antiaéreo ubicado junto a las Casas del Campo del Hospicio es uno de los pocos restos que se conservan de las exiguas instalaciones con que contó el aeródromo

A lo largo de toda su existencia las instalaciones con las que contó fueron escasas, limitándose a una pista de tierra de aproximadamente un kilómetro de longitud y ocho barracones, tres de los cuales eran de obra de fábrica y los cinco restantes estaban construidos con madera. La dehesa de encina que rodeaba el campo de vuelo, no obstante, proporcionaba un excelente camuflaje tanto para el propio campo como para los aviones estacionados en el mismo. Estaba unido con la carretera de Salamanca a Ciudad Rodrigo por medio de un camino de 1800 metros de longitud que partía del punto kilométrico 32,910 de la primera vía, el cual todavía constituye en la actualidad la única pista practicable de acceso al lugar.

## Historia

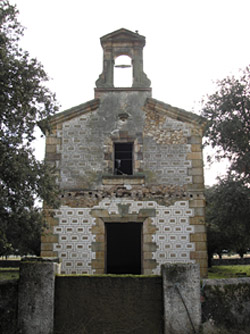
Ruinas de la ermita de Santiago, construida en el lugar en el que estuvo situado el barracón del aeródromo de San Fernando en que la Junta de Defensa Nacional celebró el 28 de septiembre de 1936 la reunión en la que nombró a Francisco Franco Jefe del ejército del bando sublevado y jefe de gobierno

Su actividad comenzó en la primera quincena de agosto de 1936. Hacia el día 20 de ese mes establecen su base en el mismo varias escuadrillas formadas por aparatos de transporte y bombardeo Junkers Ju-52 pertenecientes al primer contingente de aviones de la Luftwaffe enviados por Alemania como ayuda militar al bando franquista .
Los referidos aviones habían llegado pocos días antes a España, habiendo tenido primitivamente su base en el aeródromo de Tablada (Sevilla), desde donde fueron transferidos a los aeródromos de la zona sublevada más próximos a Madrid para prestar apoyo a las operaciones terrestres que tenían por objetivo la toma de la capital del estado español. Pocas semanas después fueron destacados también en el aeródromo fuerzas del grupo K/88 de la Legión Cóndor y algunos aviones de caza Fiat CR-32 de la Aviazione Legionaria Italiana. Los días 12 y 28 de septiembre de 1936 se celebraron en el aeródromo las reuniones de la Junta de Defensa Nacional que conducirían al nombramiento de Francisco Franco como Generalísimo y cabeza del gobierno sublevado. En el curso de la ofensiva sobre Madrid del otoño de 1936, el aeródromo fue bombardeado dos veces por la aviación republicana, -en la mañana de los días 30 de octubre y 30 de noviembre-, con escaso resultado . El periodo de fuertes precipitaciones acaecido hacia la mitad de octubre del citado año puso de manifiesto las malas condiciones que el suelo presentaba para realizar operaciones con aviones pesados en época lluviosa, lo que a corto plazo supuso el traslado de los aparatos de bombardeo destacados en el mismo a otras bases, principalmente al por entonces recién creado aeródromo de Matacán . A partir de entonces su actividad descendió notablemente, recuperándose solo en parte en determinados momentos de la contienda en que las circunstancias hicieron imprescindible su utilización. En enero de 1940, tras decidir el Ejército del Aire en el marco de una política de reducción de aeródromos que el campo ya no era útil, los terrenos que ocupó fueron devueltos a su anterior propietario. En 1946, como recuerdo de las reuniones celebradas para el nombramiento de Franco como Jefe de Estado y del ejército sublevado, la Diputación Provincial de Salamanca decidió construir en el lugar en el que se encontraba el barracón en que se llevaron a cabo las referidas reuniones una ermita, que tras consulta al propio general Franco fue por decisión de éste dedicada a Santiago Apóstol; proyectada por el arquitecto Eduardo Lozano Lardet en 1948, las obras serían finalizadas en 1949, pero la misma no sería inaugurada y consagrada oficialmente hasta finales de septiembre de 1956, con motivo de la conmemoración del vigésimo aniversario del citado acontecimiento, que incluyó la visita al edificio del propio general Franco. ; ese último año se erigió también junto a la ermita un monumento conmemorativo del evento formado por un monolito cilíndrico con el emblema de la aviación militar española y una peña granítica colocada junto al mismo con una inscripción recordatoria alusiva a los hechos; la ermita se halla hoy en ruinas, mientras que el monumento fue retirado en 1981, siendo trasladada la piedra con la inscripción al museo del Ejército del Aire de Cuatro Vientos (Madrid), mientras que el paradero de la otra pieza se desconoce.
Estos elementos (capilla y monolito) aparecen en el sello (Edifil, 1199) emitido el 4-12-1956 dedicado al XX aniversario del nombramiento de Francisco Franco como Jefe del Estado. 